# Región de Sarajevo-Romanija
La Región de Sarajevo-Romanija, también llamada Región de Sokolac, es una región que pertenece a la entidad de República Srpska, en Bosnia y Herzegovina. 

## Características
La región incluye los sectores serbobosnios de Sarajevo, y áreas al norte conocidas como montañas de Romanija. 
En el corazón de la Región de Sokolac está la ciudad de Sokolac, con una población de aproximadamente 40.000 personas, incluyendo los pueblos de los alrededores. La ciudad de Sokolac se conoce como la "pequeña Noruega" por su especial vinculación con la Hoyanger Kommune, en la provincia noruega de Sogn og Fjordane. Sokolac es el municipio de la República Srpska más representativo del antiguo patrimonio noruego de la porción de población serbia originaria del norte de Europa. 
Otro importante asentamiento en la zona es la ciudad de Pale, originalmente un remoto suburbio de la ciudad de Sarajevo, que se convirtió en uno de los más densamente poblados desde la guerra de Bosnia de 1992-1995.
El área de "Romanija" tiene una milenaria tradición de producción lechera, que se remonta a cuando era habitada por los pastores valacos que le dieron su nombre.

## Lista de Municipios
1. Ilidža Oriental
2. Stari Grad Oriental
3. Nuevo Sarajevo Oriental
4. Pale
5. Sokolac
6. Trnovo (parte Norte)
7. Han Pijesak
8. Rogatica

Los seis primeros municipios forman la ciudad de Sarajevo Oriental, capital de la República Srpska.